# Charlie Hughes
Pour les articles homonymes, voir Hughes.
Charlie Hughes, né le 16 octobre 2003 à Wigan en Angleterre, est un footballeur anglais qui joue au poste de défenseur central à Hull City.

## Biographie

### En club
Né à Wigan en Angleterre, Charlie Hughes est formé par Manchester City et le Liverpool FC avant de poursuivre sa formation au Wigan Athletic, qu'il rejoint en 2017 pour intégrer l'équipe des moins de 15 ans. Il progresse dans les différentes catégories de jeunes, et s'impose notamment avec les moins de 18 ans comme un leader, étant notamment capitaine lors de la saison 2021-2022. Le 8 septembre 2021 il signe son premier contrat professionnel avec Wigan.
Il découvre le Championship, la deuxième division anglaise, avec ce club. Il y joue son premier match le 26 décembre 2022, contre le Middlesbrough FC. Il est titularisé et son équipe est battue par quatre buts à un. 
Le 16 août 2024, Charlie Hughes rejoint Hull City pour un contrat de quatre ans, soit jusqu'en juin 2024, avec une option pour une année supplémentaire,. 

### En sélection
Charlie Hughes représente l'équipe d'Angleterre des moins de 20 ans. Il joue trois matchs avec cette sélection entre 2023 et 2024.